# Jon van Rood

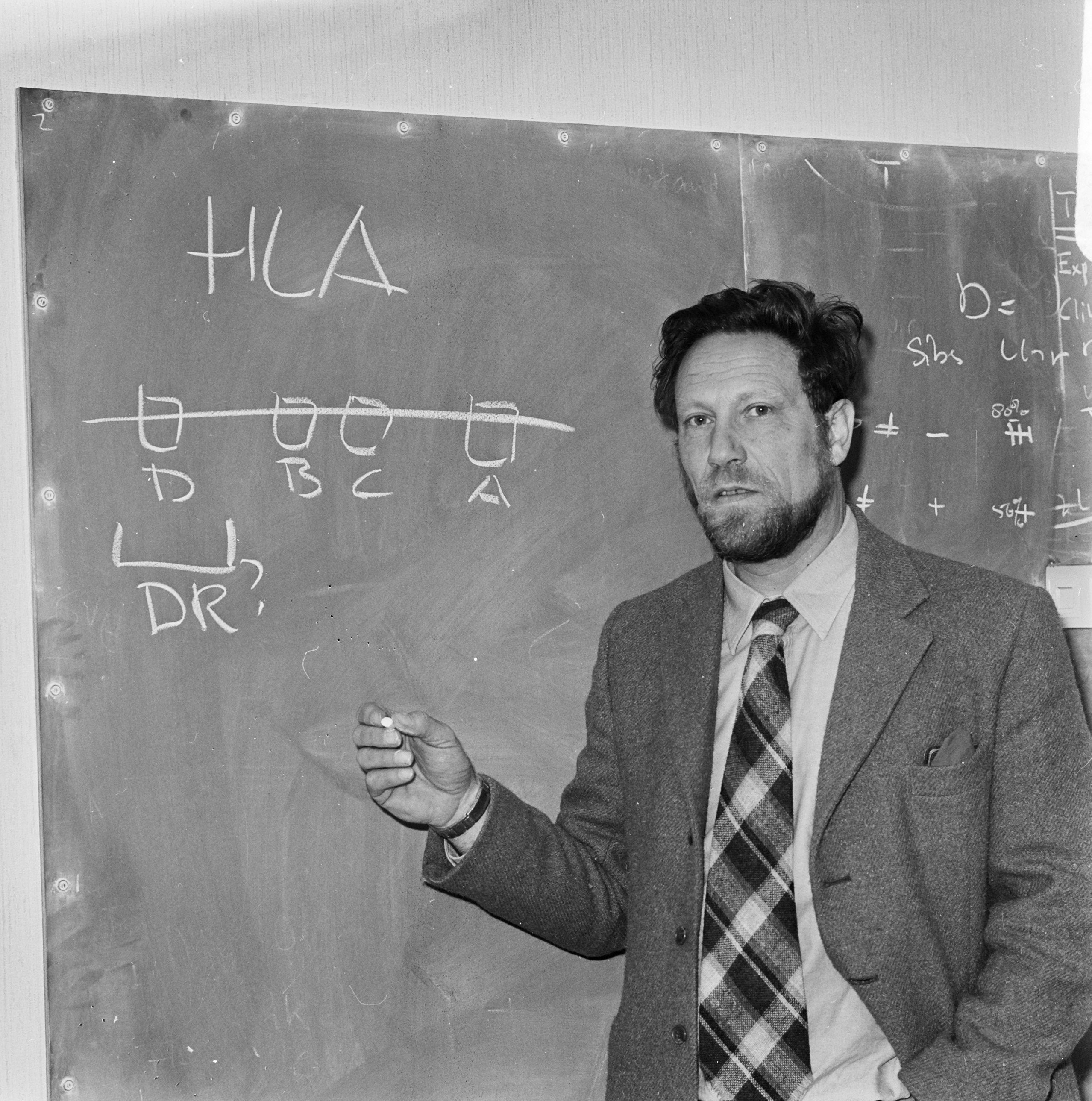
Jon van Rood (1977)

Johannes Joseph „Jon“ van Rood (* 7. April 1926 in Scheveningen; † 21. Juli 2017 in Leeuwarden) war ein niederländischer Immunologe.

## Leben und Wirken
Van Rood war der Sohn eines Ingenieurs und einer Musikerin und studierte ab 1944 Medizin an der Universität Leiden. Von 1957 bis 1991 war er Leiter der Abteilung Immunohaematologie des Universitätsklinikums Leiden (wo er 1962 promoviert wurde mit der Arbeit Leucocyte Grouping) und Professor für Innere Medizin an der Universität Leiden (ab 1969 als ordentlicher Professor, ab 1991 als Professor Emeritus). 1976 wurde er dort Vorstand der Fakultät für Hämatologie und später Direktor des Instituts für Immunologie. 1962 war er am Public Health Research Institute (PHRI) des New York City Department of Health und 1986 bis 1996 war er Gastprofessor an der Freien Universität Brüssel.
Er war Gründer und ehemaliger Präsident der European Foundation of Immunogenetics und von Eurotransplant (1967, damals für Nierentransplantationen). Er ist Mitgründer der European Group for Blood and Marrow Transplantation (EBMT). 2004 bis 2008 war er im Leitungsrat von Allostem. Er war Präsident der Europdonor Foundation (für Stammzelltransplantation).
Er war einer der Entdecker des HLA-Systems (1958, etwa gleichzeitig  mit Jean Dausset, Rose O. Payne) und  führte HLA Typisierung in die Transfusions- und Transplantationsmedizin ein.
Er war Ritter des niederländischen Löwen (1985) und Kommandeur des Ordens von Oranien-Nassau. Er war Mitglied der Königlich Niederländischen Akademie der Wissenschaften (1978), der National Academy of Sciences und der Academia Europaea. Er war Ehrenmitglied der US-amerikanischen und skandinavischen Gesellschaften für Immunologie, der European Society for Organ Transplantation, Fellow des Royal College of Physicians und des Royal College of Pathologists.
Er war ab 1956 mit Sacha Baronin van Tuyll van Serooskerken verheiratet und hinterlässt drei Kinder. Eines seiner Hobbys war Segeln. Er hielt auch Sommerkurse für Immunologie auf einem Zweimastschoner in der Zuider See ab.
Seit 2010 gibt es das Jon J. van Rood Zentrum für Transfusionsmedizin am Medical Center der Universität Leiden (LUMC). Jeweils ein Preis der European Blood and Marrow Transplant Group und der European Federation of Immunogenetics sind seit 2010 nach ihm benannt.

## Ehrungen
- 1985: InBev-Baillet Latour Health Prize
- 1977: Karl Landsteiner Memorial Award
- 1977: Robert-Koch-Preis
- 1978: Wolf-Preis in Medizin für seine Beiträge zum Verständnis des HLA-Komplexes beim Menschen und seine Rolle bei Krankheiten und bei Transplantationen
- 1984: Franz Oehlecker Medaille und den James Blundell Award der British Blood Transfusion Society
- 1989: Ernst Jung-Preis für Medizin
- 1990: A.H.-Heineken-Preis für Medizin
- 1991: Rose Payne Award
- 1991: Max Geldens Preis
- 1996: Medawar Preis
- 1997: Königliche Medaille des niederländischen Roten Kreuzes
- 2008: Mechtild-Harf-Wissenschaftspreis der Deutschen Knochenmarkspenderdatei DKMS[1]